# Иоанникий (Галятовский)
Архимандрит Иоанникий (фамилия в миру Галятовский или Голятовский; ок. 1620, Волынь, Речь Посполитая — 2 (12) января 1688, Чернигов, Русское царство) — украинский православный церковный и общественно-политический деятель в Речи Посполитой и в Московском царстве XVII века. Писатель, представитель русской схоластической проповеди, автор сборников проповедей и рассказов «Ключ разумения…» (1659 и 1660, Киев; 1663 и 1665, Львов), «Наука албо способ зложеня казаня» (1659). «Небо нове» (1665, 1677, 1699), «Скарбниця потребная» (1676) и прочих. Все свои сочинения Галятовский печатал в Киеве и Чернигове.

## Биография
Родился, вероятно, на Волыни примерно в 1620 году, точная дата и место рождения неизвестны.
В 1640-х годах учился в Киево-Могилянской коллегии, был учеником Лазаря Барановича.
С 1650 года служил монахом в Купятицком монастыре (возле Пинска). Вернувшись в Киев, преподавал курс риторики в Киево-Могилянском коллегиуме. В 1658—1668 годах был ректором Киево-Могилянской академии, игуменом Киево-Братского монастыря. Может быть, он уехал из Киева уже в 1663 году, но продолжал пользоваться титулом ректора до 1668 года.
С 1668 года — игумен, а в 1669—1688 годах архимандрит Елецкого монастыря в Чернигове.
В 1664 году под давлением Галятовский выехал из Киева на запад во Львов, затем в Луцк, Слуцк и Минск. В 1668 году вернулся в Киев.
Иоанникий Галятовский умер 2 (12) января 1688 года в городе Чернигове.

## Взгляды

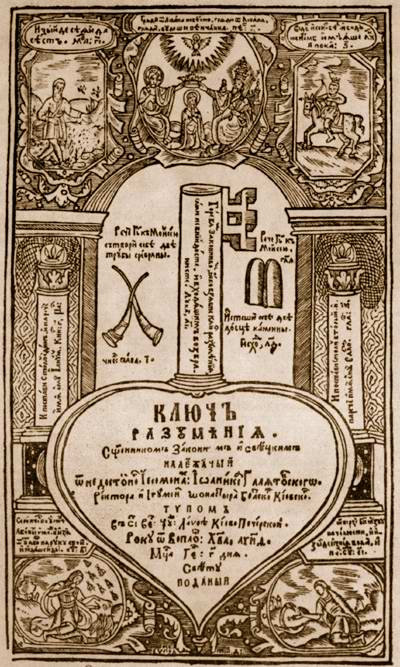
Титульный лист «Ключ разумения». 1659 год.

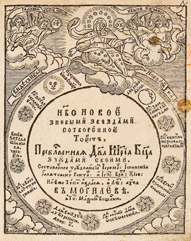
В. Вощанка. Титульный лист «Небо новое с новыми звёздами». 1699 год

Архимандрит Иоаникий известен антикатолическими, антиеврейскими и антимусульманскими взглядами. В его трактате «Мессия правдивый» в форме диалога между евреем и христианином впервые в православной литературе излагаются «свидетельства» осквернения евреями просфоры, убийства христианских младенцев в ритуальных целях, заражения колодцев и тому подобные претензии, характерные ранее для польских источников. «Мессия правдивый» стало первым масштабным антииудейским сочинением на западной Руси.
Первый пласт обвинений евреев со стороны Галятовского связан с традиционным противопоставлением ветхозаветных и новозаветных евреев. Поскольку последние не приняли Мессию-Христа, по мнению Галятовского, Закон Моисея теперь соблюдают не евреи, а христиане. Это обвинение общехристианское, сформированное ещё в патристический период, характерно как для Западной, так и для Восточной церкви.
Иоаникий Галятовский не использовал еврейскую литературу непосредственно, а давал ссылки по пересказам христианских авторов. Он упоминал 12 случаев кровавого навета в разных странах преимущественно по польским и немецким источникам. Александр Панченко выделяет у Иоаникия Галятовского четыре причины, по которым евреям якобы нужна кровь христианских младенцев:
- для колдовства;
- для того, чтобы тайно подмешивать христианам в еду и питьё, чтобы достичь их «милости» и «приязни»;
- для избавления от смрада, которым они смердят «з прироженя своего»;
- для своеобразного соборования — умирающего еврея «тоею кровю… намазуют».

Призыв к истреблению евреев — главный рефрен одной из глав «Мессии» — «Беседы о злостях жидовских».

## Память
В его честь была названа улица в Чернигове в исторической местности Певцы. Была переименована в 2016 году на Академика Рыбакова.